# Paragium
Das Paragium (neulateinisch; richtiger: Partagium) ist eine Abfindung für nachgeborene Söhne regierender oder standesherrlicher Häuser und deren Nachkommen. Die Abfindung umfasst „Land und Leute“, also Grundbesitz und untergeordnete Hoheitsrechte, jedoch keine volle Landeshoheit. Diese Praxis war vor allem in der frühen Neuzeit verbreitet und darf nicht mit einer Apanage, der Zuweisung von Geldern, Renten oder Einkünften aus Liegenschaften, verwechselt werden.
Ein paragierter Prinz oder abgetheilter Herr war ein mit einem Paragium versehener nachgeborener Prinz bzw. Herr. Als Paragiatslinie bezeichnet man die Familie und Nachkommen eines solchen Prinzen oder Herrn.
Bekannte Beispiele sind bzw. waren die abgeteilten Herren in Schleswig-Holstein, die Landgrafschaft Hessen-Rotenburg, die Grafschaft Waldeck-Bergheim und die Herrschaft Itter im heutigen Hessen sowie Reuß-Köstritz in Thüringen oder auch die Grafschaft Valois in Frankreich.